# 쏘우 - 단편
쏘우 - 단편(Saw)은 오스트레일리아에서 제작된 제임스 완 감독의 2003년 범죄, 공포, 스릴러 영화이다. 리 워넬 등이 주연으로 출연하였고 다렌 맥파레인 등이 제작에 참여하였다.

## 출연

### 주연
- 리 워넬
- 폴 모더
- 카트리나 매더스
- 딘 프란시스